# Typhlacontias brevipes
Typhlacontias brevipes — вид сцинкоподібних ящірок родини сцинкових (Scincidae). Ендемік Намібії.

## Поширення і екологія
Typhlacontias brevipes мешкають в пустелі Наміб в прибережних районах Намібії. Вони живуть серед піщаних дюн, слабо порослих рослинністю. Живляться дрібними комахами. Живородні, народжують до 3 дитинчат.